# Voyah Dreamer
Voyah Dreamer — электромобиль-минивэн и подзаряжаемый гибрид (PHEV), выпускаемый компанией Dongfeng под брендом Voyah с 2021 года. Продажи начались в марте 2022 года.

## Описание
Автомобиль Voyah Dreamer впервые был представлен в 2021 году в Гуанчжоу. Он базируется на платформе Dongfeng Electric Smart Secure Architecture (ESSA), на которой также выпускается Voyah Free. В России автомобиль называется Voyah Dream. Его конкурентом является Toyota Alphard. Запас хода составляет 750 км.
В России автомобиль доступен в комплектациях Business за 7 990 000 рублей и Executive за 8 290 000 рублей. Гарантия на Voyah Dreamer — 5 лет или 100 000 км
Продажи осуществляются с февраля 2023 года. 15 августа 2024 года автомобиль прошёл рестайлинг.

## Технические характеристики
Автомобиль Voyah Dreamer оснащён электродвигателем мощностью 170—210 л. с. и двигателем внутреннего сгорания с турбонаддувом объёмом 1,5 литра. Разгон до 100 км/ч составляет 5,8 секунд.

### Общая информация
- Страна марки: Китай[22]
- Класс автомобиля: M
- Количество дверей: 5
- Количество мест: 4, 7
- Расположение руля: Левое

### Размеры
- Длина: 5315 мм
- Ширина: 1985 мм
- Высота: 1820 мм
- Колёсная база: 3200 мм
- Клиренс: 150 мм
- Размер колёс: 255/50/R20

### Объём и масса
- Объём багажника мин/макс: 427 л
- Объём топливного бака: 51 л
- Снаряжённая масса: 2540 кг

### Трансмиссия
- Коробка передач: Отсутствует
- Тип привода: полный, 2 мотора на каждый дифференциал

### Подвеска и тормоза
- Тип передней подвески: независимая, пружинная
- Тип задней подвески: независимая, пружинная
- Передние тормоза: дисковые вентилируемые
- Задние тормоза: дисковые вентилируемые

### Эксплуатационные показатели
- Максимальная скорость: 200 км/ч
- Разгон до 100 км/ч: 6.6 с
- Расход топлива, город/трасса/смешанный: -/-/1.99 л/100 км
- Марка топлива: АИ-95

### Двигатель генераторной установки
- Тип двигателя: бензиновый, турбированный.
- Расположение двигателя: переднее, поперечное
- Объём двигателя: 1476 см³
- Тип наддува: турбонаддув
- Максимальная мощность: 194 л. с. (150 кВт)
- Максимальный крутящий момент: 610 Н⋅м
- Расположение цилиндров: рядное
- Количество цилиндров: 4
- Число клапанов на цилиндр: 4
- Система питания двигателя: непосредственный впрыск (прямой)

### Аккумуляторная батарея
- Запас хода на электричестве: 750 км
- Время зарядки: 4.5 ч
- Ёмкость батареи: 25.6 кВт⋅ч